# Екзарх
За българския общественик вижте Александър Екзарх.
Ѐкзарх (от гръцки: ἔξαρχος) е титла, използвана във Византийската империя за управители, оглавяващи административната и военната власт в сравнително отдалечени провинции (екзархати) като Картаген и Равена.
В християнската църква екзархът е наместник на патриарха или епископ, който, без да бъде патриарх, е йерархично поставен над други епископи (подобно на архиепископ) или има върховенство и над техните епархии.

## В древността и православния свят
В древността първоначално екзарси са били митрополитите на тези области, които не са били въздигнати, подобно на Йерусалимския, Антиохийския, Александрийския, Римския и Цариградския в ранг на патриаршии: екзарх на Тракия (със седалище Хераклея Синтика при дн. с. Рупите), екзарх на Азия (със седалище в Ефес) и екзарх на Кападокия и Понт (със седалище в Кесария), впоследствие титлата започва да се ползва и от различни митрополити, например така е споменат този на Сердика в 343 г.
Екзархии са:
- кипърската църква от 431 г., след добиване на автокефалност от Ефес, като главата ѝ е наричан днес архиепископ,
- първоначалният ранг на българската църква от 4 март 870 г., когато църковният събор решава да се създаде Българска автокефална архиепископия – екзархия до провъзгласяването ѝ официално за патриаршия в 927 г., и след 1018 г. при понижаването ѝ в автокефална Охридска архиепископия, Търновската архиепископия до прогласяването ѝ за патриаршия в 1235 г. и БПЦ в периода 1870 – 1953 г.,
- Търновския митрополит, назначаван от цариградската патриаршия след 1416 г., е титулуван и екзарх на цяла България.
- Кюстендилският и Щипски митрополит Константий II Константинополски е титулуван екзарх на цяла Мизия (1812 – 1827)
- екзарх на Македония от времето на Мелетий Смирнеос (1852 – 1863) се нарича митрополитът на епархията със седалище в град Сятища,
- българо-сръбската Печка архиепископия преди 1346 г., в периода 1463 – 1577 г. и след 1766 г.,
- екзарх е и предстоятеля на автономната Синайска църква в състава на Йерусалимската патриаршия,
- екзарх е йерархът на Константинополския патриарх занимаващ е с брачните случаи,
- днес екзарси са наместниците на българския, на сръбския и на Йерусалимския патриарх в Америка,
- православните енории в Мексико са обединени в „екзархия на Мексико“, под ръководството на епископа на Мексико Сити,
- патриархът на Антиохия има под свое ръководство екзарха на Индия,
- руският император Петър Велики премахва патриаршията на Москва в 1702 г. и в продължение на двадесет години, до възстановяването ѝ църквата се ръководи от екзарх като председател и временно управляващ синода, а под върховенството на руската патриаршия са екзархатите: Грузински (1811 – 1920), Украински (1921 – 1990), Северноамерикански (1933 – 1954), Латвийски и Естонски (1941 – 1944), Западноевропейски (от 1945), Източноазиатски (1946 – 1962), Средноевропейски (1946 – 1948, 1960 – 1990), Северно и Южно Американски (1954 – 1970), Централно и Южно Американски (1970 – 1992) и Беларуски (от 1989 г.).

Относно мястото на екзарха през Средните векове в българската църковна йерархия има следните мнения: екзархът е посланик (легат) на патриарсите, които му препоръчват да разрешава църковни съмнения, да следи за реда, определен от църковните правила (П. Шафарик, Ю. Трифонов), екзархът е църковен устроител на българската земя (Ем. Георгиев), екзархът при българския архиепископ в Преслав е заемал в църковната администрация второ място след архиепископа (П. Динеков, Б. Ст. Ангелов, Кр. Станчев), екзарси преди всичко се наричат духовните чинове, които се намират при архиереите и са изпращани да изпълняват някои важни поръчки, екзарха е имал задължението да следи живота на монашеството и на духовенството и да се грижи и за развитието на книжнината в манастирите, през Х век той наблюдава дали в поверената му черковна област се изпълняват наредбите и учи на християнско благочестие, на християнски морал, разяснява християнските догми, според Иван Дуйчев и Икономова титлата екзарх означава придворен писател, или ръководител на книжовно средище в края на Х началото на Х век, той е столичен областен епископ и пръв помощник на княза, ръководител на книжовното и културното дело в Преслав, Кую Куев дава няколко периода на еволюция в употребата на титлата екзарх: в началото екзарх означава пръв епископ или архиепископ, а по-късно (Х в.) титлата се носи от по-низши църковни администратори – игумени и периодевти (обходници) т.е. инспектори, ревизори.

## В католическия свят
В католическите страни за екзарх се споменава този на Бургундия със седалище в Лион от 1157 г., днес титлата е заменена с примас или апостолически викарий.
Съществуват обече различни източнокатолически и униятски апостолически екзархати, апостолическия екзарх е епископ, титуляр на когото е папата, който му е възложил пастирска грижа за дадена автономна църква в район с ранг на епархия, който се намира на територията на източната църква или други страни. Апостолски екзарх по този начин отговаря на това, което в латинския обред се нарича апостолически викарий.
Екзархия е Българската католическата църква от източен обред със седалище София, съществува и гръко-католически екзархат във Вардарска Македония (1918 – 1924 и от 2001).
Украинската гръко-католическа църква има следните свои екзархати: Апостолически екзархат на Германия и Скандинавия, Апостолически екзархат във Великобритания, Апостолически екзархат на Франция, Швейцария, Белгия, Холандия и Люксембург, Донецко-Харковски екзархат, Одеско-Кримски екзархат и Луцко-Волински екзархат, Арменската католическа църква – екзархати на Дамаск (Сирия), на Ерусалим и Аман (Йордания, Израел, Палестина), на Латинска Америка и Мексико.
Хърватската византийско-католическа църква: екзархат на Крижевци (Хърватия), Апостолическа екзархия на Сърбия и Черна гора.
Гръцката византийско-католическа църква с екзархатите: Гърция и Константинопол (Турция), Мелкитската (Антиохйската) гръцко-католическа църква – екзархатите: Ирак, Кувейт, Аржентина и Венецуела,
Унгарската гръцко-католическа църква – екзархата Мишколц (Унгария),
Македонската гръцко-католическа църква – екзархата Македония,
Рутенската гръцко-католическа църква – Апостолическа екзархия в Чехия,
Руската католическата църква екзархатите: Русия и Харбин (Китай),
Сирийската католическа църква екзархатите: Басра и Персийския залив (Ирак, Кувейт и др.), Йерусалим (Палестина, Израел и Йордания), Турция, Венецуела,
Сиро-маланкарската католическа църква – католическа екзархия в САЩ,
Маронитската църква – екзархатите: Йерусалим и Палестина (Палестина, Израел), Йордания.

## Български екзарси
- Архиепископ Йосиф I Дръстърски (870 – 877)
- Архиепископ Георги (877 – 886)
- Йоан Екзарх
- Архиепископ Йоан (886 – 910)
- Григорий презвитер (910 – 917)
- Леонтий Преславски (917 – 927), фактически патриарх
- Йерарсите на българската Охридска архиепископия (1018 – 1767) от Йоан Дебърски (1018 – 1037) до Арсений II Охридски (1763 – 1767)
- Василий I (1186 – 1232)
- Търновските мирополити, по време на Османската власт, понякога носили и титлата екзарх на България
- Александър Екзарх (български възрожденец, светско лице)
- Иларион Ловчански (12 – 16 февруари 1872)
- Антим I (1872 – 1877)
- Йосиф I Български (1877 – 1915)
- Стефан I Български (1945 – 1948)

### Униатски български екзарси:[3]
- Епископ Кирил Куртев (1926 – 1942)
- Епископ Иван Гаруфалов (1942 – 1951)
- Епископ Кирил Куртев (1951 – 1971)
- Архиепископ Методий Стратиев (1971 – 1995)
- Епископ Христо Пройков (от 1995)
- Киро Стоянов
- Йоаким Хербут